# Ádám Péter
Ádám Péter (Budapest, 1946. július 2. –) főiskolai tanár, lapszerkesztő, szak- és műfordító, esszéíró, a francia irodalom és kultúra közvetítője. Budapesten él.

## Életpályája
A középiskola befejezése (1964) után előbb a Debreceni Egyetem (KLTE), majd a budapesti Eötvös Loránd Tudományegyetem (ELTE) magyar–francia szakán (1965–1973) végezte egyetemi tanulmányait. Közben, 1967–1969 között Franciaországban a poitiers-i egyetemnek volt a hallgatója.
Egy interjúban elmondta, hogy itthon 1968-ban úgymond „izgatásért” négy és fél hónap felfüggesztett börtönbüntetésre ítélték. Húsz éven át jelentek meg a francia sajtó cikkeiről szóló szemléi a Valóság című társadalomtudományi folyóirat sajtószemle rovatában. 1973-tól 1979-ig a Magyar PEN Club „francia titkára”-ként működött. 1979-ben egyike volt a Charta ’77 elítélt vezetőivel szolidaritást vállaló, a politikai perek ellen tiltakozó petíció aláíróinak.
Kéry László főszerkesztő hívását követően 1978-tól 1992-ig a Nagyvilág című világirodalmi folyóirat francia rovatának vezetője volt. Több mint tíz éven át felsőoktatási intézményekben tanított. 1992–1996 között az Egri Tanárképző Főiskola francia tanszékén és 1997–1998-ban az ELTE Tanárképző Főiskolai Karán volt adjunktus, 2002-től pedig előbb docens, majd mb. főiskolai tanár a székesfehérvári Kodolányi János Főiskola francia tanszékén. Onnan ment nyugdíjba 2007. decemberben. Doktori (Phd) címét 2008-ban a debreceni egyetemen szerezte "Franciaország alkotmányos rendje és politikaI intézményei" című disszertációjával. 

## Fordítói munkássága
A fordított művek között nagy számmal vannak kiemelkedő történelmi, szociológiai, filmesztétikai könyvek, tanulmányok – Ádám Péter sokat dolgozik a Filmvilág című folyóiratnak és az Élet és Irodalomnak is rendszeres szerzője –, de bibliográfiájában előfordulnak a könnyebb műfajok képviselői is: mesék, (Rozmaring, a balett-táncos, Róza néni és a nyuszifaló rém), Georges Simenon-krimik, Nostradamus-jóslatok (dr. Ligeti Páll álnéven). 1996-ig megjelent fordításainak részletes listája a „Kortárs magyar írók 1945-1997” című kötetben található.
Nyugdíjba vonulása után fordítói pályája töretlenül folytatódott. „Mint fordító, főleg a klasszikusok foglalkoztatnak: ezeknek az újrafordítását nem valami valóságidegen és papírízű irodalmi nyelven, hanem eleven mai nyelven képzelem el” – mondta 2012-ben egy interjúban. Ebben az időszakban jelent meg többek között Alexis de Tocqueville Emlékképek 1848-ról című művének és Nicolas Bouvier svájci író Világunk járása I.-II című útikönyvének fordítása (Csíkszereda, 2013). „Nem szeretném zavarba hozni a fordítót – írta az utóbbi könyvről Tótfalusi Ágnes, maga is jeles műfordító –, de annyit mondhatok, hogy a magyar szöveg olvasása legalább akkora élvezetet szerzett, mint a franciáé. Komoly, szellemes, elmélyült, szépséges szöveg.”
Jelentős sajtóvisszhangot váltott ki és vegyes, de alapvetően elismerő kritikai fogadtatásban részesült Albert Camus L’étranger című – korábban magyarul Közöny címen megjelent – regényének Kiss Kornéliával közösen készített újrafordítása (2016).
Ádám Péter műfordításra vonatkozó nézetei, fordításkritikai megjegyzései több folyóiratban is olvashatók. Egy ilyen témával „debütált” a 2020-ban indult 1749.hu című online világirodalmi magazinban is, ahol azóta több kisesszét publikált francia szerzőkről és könyvekről.
Figyelmet érdemlő vállalkozása volt Villon Testamentumának rímtelen fordítása, ebből több részletet is közreadott a Jelenkorban, a Látóban, az Alföldben meg az 1749.hu honlapon.
Jelenleg (2022-ben) Alexis de Tocqueville "A demokrácia Amerikában" című művének újrafordításán dolgozik. Az új fordításból már megjelent egy válogatás (Alexis de Tocqueville, A demokratikus despotizmus, Qadmon Kiadó, Budapest, 2020), emellett a kéziratból több folyóiratban (így a Holmiban, Vigíliában, Kommentárban, Jelenkorban, 2000-ben, Látóban, Kalligramban stb.) is közölt szemelvényeket.

## Önálló kötetei
- Proust, irodalmi zseblexikon, Scolar, Budapest, 2023. ISBN 978-963-509-795-1
- Francia-magyar kulturális szótár, Corvina, Budapest, 2004 – „Kiváló magyar szótár” díj, 2007[10]
- Franciaország alkotmányos rendje és politikai intézményei, Corvina, Budapest, 2007. ISBN 978 963 13 5507 9 [11]
- Francia kulturális szótár, 2. jav., átd. és bőv. kiad., Corvina, Budapest, 2019.[12]
- Cure d'ennui, écrivains hongrois autour de Sandor Ferenczi, textes choisis et présentés par Peter Adam, traduits du hongrois par Sophie Kepes, coll. Connaissance de l'inconscient, série Curiosités freudiennes, Paris, Gallimard, 1992.

## Fordításai
- Pierre Bourdieu: A társadalmi egyenlőtlenségek újratermelődése. (Tanulmányok). Gondolat, Budapest, 1978 (ford. Ádám Péter, Ferge Zsuzsa és Léderer Pál)
- Émile Durkheim: A társadalmi tények magyarázatához. (Válogatott tanulmányok). Közgazdasági és Jogi Kvk., Budapest, 1978 (ford. Ádám Péter és Léderer Pál)

- André Malraux: Lázár. Magvető, Budapest, 1979
- Simenon: Maigret és a becsületes emberek, Magvető Könyvkiadó, 1980.
- Robert Linhart, A munkapad, Nagyvilág, 1981/1.-2.
- Roland Barthes: Mitológiák. Vál. Ádám Péter; Európa, Budapest, 1983
- Dezső Kosztolányi: Le traducteur cleptomane (Maurice Regnaut-val), Alinéa, 1985 (újrakiadás: Paris, Viviane Hamy, 1995, 2020).
- Jean-Paul Sartre: Freud. Magvető, Budapest, 1987
- Marguerite Duras: A szerető. Európa, Budapest, 1987
- Boris Vian: Minden hulla fekete. Láng, Budapest, 1991; [később A holtaknak már mindegy címen jelent meg]
- Dezső Kosztolányi: Cinéma muet avec battements du coeur (Maurice Regnaut-val), Paris, Souffle, 1990. (Újrakiadás: Cambourakis, 2013).
- Dezső Kosztolányi, Alouette (Maurice Regnaut-val), Paris, Viviane Hamy, 1991.
- Genevieve Huriet – Loic Jouhannigot: Rozmaring, a balett-táncos, Budapest, Officina Nova, 1993.
- Genevieve Huriet – Loic Jouhannigot: Róza néni és a nyuszifaló rém, Budapest, Officina Nova, 1993.
- Claude Lanzmann: Soah, Simone de Beauvoir előszavával, Kossuth, 1999
- Michel Foucault: A tudás akarása. Atlantisz, Budapest, 1999 (A szexualitás története I. része)
- Carissimo Simenon -- Mon cher Fellini, Georges Simenon és Federico Fellini levelezése, Osiris Zsebkönyvtár, 2001
- André Bazin: Mi a film? (Esszék, tanulmányok). Osiris, Budapest, 2002 [utánny.]
- Alexis de Tocqueville: Emlékképek 1848-ról. Európa, Budapest, 2011
- Albert Caraco: A káosz breviáriuma. Qadmon, Budapest, 2012
- Nicolas Bouvier: Világunk járása. Csíkszereda, I-II, Bookart, 2013
- Antoine de Saint-Exupéry: A kis herceg. Lazi Kiadó, Szeged, 2015 [A népszerű kisregényt korábban és később is többen fordították magyarra]
- Shumona Shinha: Üssük agyon a szegényeket, Bookart kiadó, Csíkszereda, 2016
- Baptiste Beaulieu: Mesék halál ellen, Bookart kiadó, Csíkszereda, 2018
- Alexis de Tocqueville: A demokratikus despotizmus: szemelvények „Az amerikai demokráciá”-ból és Tocqueville leveleiből. Qadmon, Budapest, 2020
- François Kersaudy: Himmler masszőre – Egy elfeledett embermentő története. Corvina, Budapest, 2021[13]
- Marat Gabidullin: Orosz zsoldosok Putyin szolgálatában, Corvina, Budapest, 2022[14]

### Ádám Péter és Kiss Kornélia közös fordításai
- Albert Camus: Az idegen. Európa, Budapest, 2016  (A korábban Közöny címen lefordított L’étranger című Camus-regény újrafordítása), második átdolgozott kiadás: Poket, 2025.
- Géraldine Schwarz: Emlékezet nélkül – Egy európai család története a második világháborútól napjainkig. Pesti Kalligram Kft., Budapest, 2020.[15][16]